# Oued Fragha
Oued Fragha (arabisch: وادي فراغة) ist eine algerische Gemeinde in der Provinz Guelma mit 6636 Einwohnern. (Stand: 1998)

## Geographie
Oued Fragha wird umgeben von Dréa im Norden, von Bouchegouf und Beni Mezline im Süden, von Guellat Bou Sbaa im Westen und von Nechmaya und Aïn Berda im Nordwesten.